# 丹增旺杰
丹增旺杰（藏語：བསྟན་འཛིན་དབང་ཕྱུག་；17世纪—1702年），名旺札尔（དབང་རྒྱལ），是衛拉特蒙古和硕特部人，和硕特汗国第四任可汗，达赖汗的长子。
康熙四十年（1701年），达赖汗朋素克去世。其长子旺札尔继承了汗位，藏语号称丹增旺杰。次年，丹增旺杰的二弟拉藏鲁贝毒死了丹增旺杰。拉藏鲁贝自袭为汗，是为拉藏汗。